# ساختمان سیلو
ساختمان سیلو یک منطقهٔ مسکونی در ایران است که در دهستان سرآسیاب فرسنگی واقع شده‌است. ساختمان سیلو ۲۷ نفر جمعیت دارد.